# Alpaida urucuca
Alpaida urucuca är en spindelart som beskrevs av Levi 1988. Alpaida urucuca ingår i släktet Alpaida och familjen hjulspindlar. Inga underarter finns listade i Catalogue of Life.